# 홈 무비
홈 무비(home movie)는 가족 활동, 휴가 또는 특별한 행사의 시각적 기록을 보존하기 위해 주로 제작되며, 가족 및 친구들이 집에서 시청하기 위한 짧은 아마추어 영화 또는 비디오이다. 원래 홈 무비는 사진 필름으로 제작되었는데, 이 필름 포맷은 영화 제작자가 값비싼 카메라 필름 한 롤당 약 3분으로 제한하는 경우가 많았다. 대부분의 아마추어 필름 포맷에는 오디오가 없었고, 무성 영화로 촬영되었다.
1970년대에는 상대적으로 저렴한 비디오카세트에 한두 시간 분량의 비디오를 녹화할 수 있는 소비자용 캠코더가 등장했는데, 이는 오디오도 지원하며 필름처럼 현상할 필요가 없었다. 이후 플래시 메모리에 녹화하는 디지털 비디오 카메라가 등장했고, 최근에는 비디오 녹화 기능이 있는 스마트폰이 보급되면서 일반인도 홈 무비 제작이 더욱 쉽고 저렴해졌다.
프로슈머 장비가 이전에는 전문가용 장비에서만 사용 가능했던 기능을 제공하는 경우가 많아지면서 홈 무비 제작과 전문 영화 제작 간의 기술적 경계는 점점 더 모호해지고 있다.
최근 몇 년 동안 홈 무비 클립은 일본의 카토짱 켄짱 고키겐 TV(1986년 데뷔)를 비롯한 텔레비전 시리즈, 미국의 아메리카 퍼니스트 홈 비디오(1989년 데뷔), 영국의 You've Been Framed!(1990년 데뷔), 프랑스의 Video Gag(1990년 데뷔) 및 유튜브(2005년 설립)와 같은 온라인 비디오 공유 사이트 등을 통해 더 많은 시청자들에게 제공되고 있는데, 이들은 UCC로서 홈 무비를 공유하려는 사용자들이다. 인터넷의 인기와 고속 연결의 확산은 비디오 블로그(브이로그) 및 비디오 팟캐스트와 같은 새로운 홈 무비 공유 방식을 제공했다.

## 역사
홈 무비 제작의 발전은 소비자에게 합리적인 가격으로 장비 및 미디어 포맷(영화 필름, 비디오테이프 등)을 사용할 수 있는지 여부에 크게 의존했다. 아마추어 취미 활동가에게 적합한 필름 포맷의 도입은 영화 촬영술 역사 초기에 시작되었다.
아마추어 필름 장비는 1920년대와 30년대에 9.5mm, 16mm, 8mm 포맷으로 표준화되었다. 1950년대 후반에 이르러 홈 무비는 제작 비용이 저렴해져 중산층이 이용할 수 있게 되었다. 1960년대 중반, 슈퍼 8의 쉬운 사용성 덕분에 홈 무비는 더욱 인기를 얻게 되었다.

### 17.5mm 포맷
버트 에이커스는 1898년에 17.5mm "버택" 포맷의 특허를 취득했다. 이 포맷은 표준 35mm 필름을 절반 폭의 두 스트립으로 나누었으며, 낮에도 카메라에 필름을 장전할 수 있었다. 필름 프레임도 35mm 프레임의 절반 높이였기 때문에, 버택 포맷은 35mm 필름 스톡의 25%만 사용했다. 카메라는 프린터와 영사기 역할도 겸했기 때문에 장비 비용도 절감되었다.

### 9.5mm 포맷
1922년, 프랑스 회사 파테 프레르는 새로운 9.5mm 폭의 필름 포맷을 도입했는데, 이 포맷은 스프로킷 구멍을 필름 가장자리가 아닌 프레임 사이에 배치하여 이미지가 거의 전체 폭을 차지할 수 있도록 했다. 그 결과 얻어진 프레임은 나중에 나온 16mm 포맷과 거의 비슷할 정도로 크고 선명했는데, 16mm는 폭의 많은 부분을 안정화 천공에 할애했다. 홈 무비 제작과 전문적으로 제작된 장편 영화의 축소된 "가정용 영화" 버전을 상영하는 데 모두 사용되었으며, 영국을 포함한 유럽에서 수십 년간 인기를 누렸지만 미국에서는 거의 알려지지 않았다.

### 안전 필름 및 16mm 포맷
1920년대에 안전 필름을 제조할 수 있게 된 것은 가정용 영화 필름을 실용화하는 데 중요했다. 전문가가 사용하던 질산염 필름은 가연성이 높아 취급 및 영사 시 주의가 필요했다. 잘못 보관된 질산염 필름은 자연발화하는 것으로 알려져 있다.
이스트먼 코닥이 1923년에 도입한 16mm 포맷은 안전 필름만 사용했으며 비전문가 시장의 표준이 되었다. 16mm는 사용자가 한 장비 제조업체에 얽매이지 않는다는 장점이 있었고, 표준 35mm에 비해 명백한 비용적 이점이 있었지만, 더 작고 저렴한 포맷의 등장으로 결국 16mm는 특히 교육 시장에서 전문가용으로 전락했다.

### 8mm 필름 포맷 및 컬러

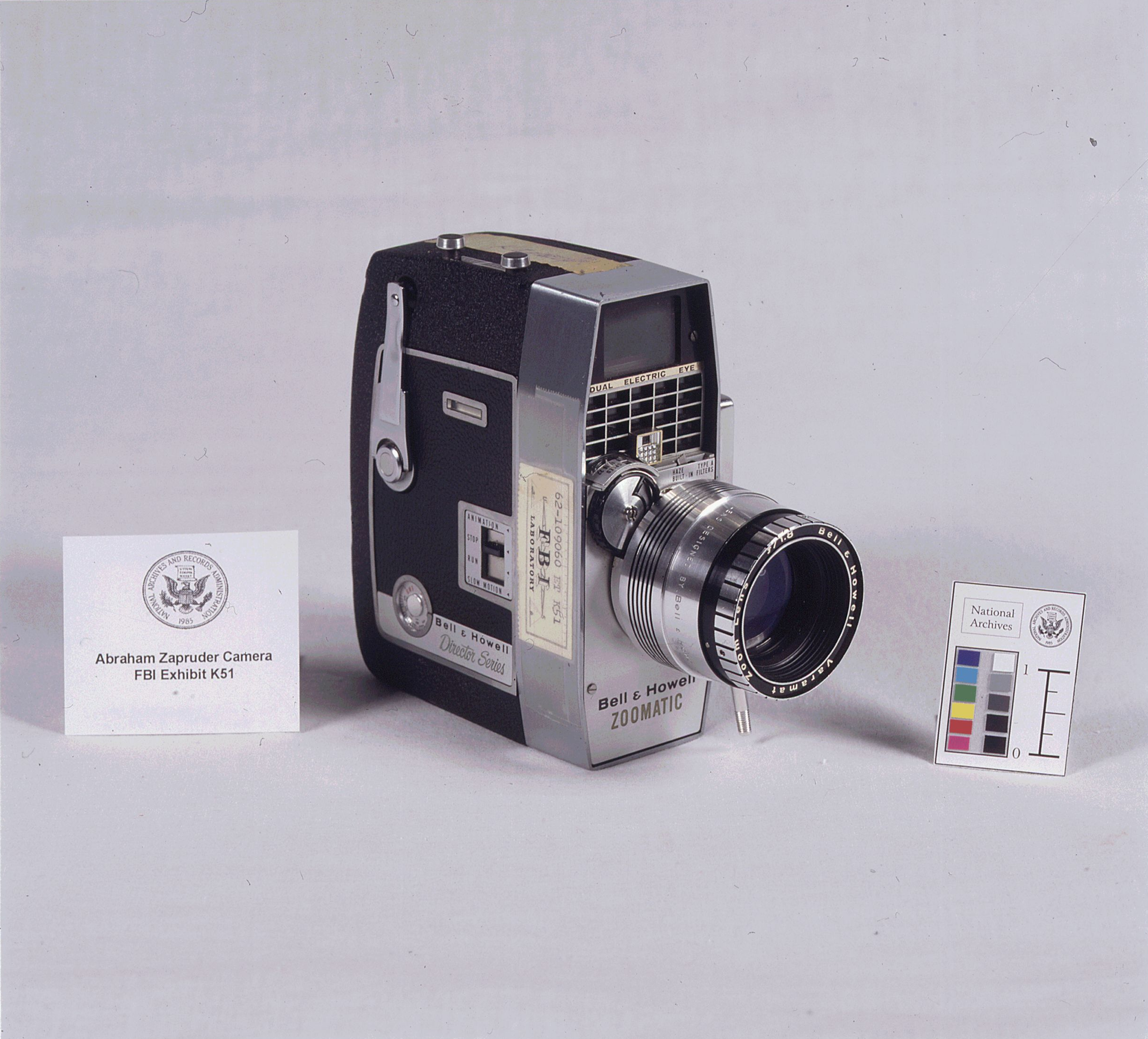
존 F. 케네디 암살 사건을 녹화한 에이브러햄 저프루더가 사용한 벨 & 하웰 주마틱 카메라.

1932년 코닥은 또 다른 새로운 포맷인 8mm를 도입했는데, 현재 "스탠다드 8" 또는 "레귤러 8"이라고 불린다. 이 포맷은 표준 16mm 필름 한 프레임이 차지하는 영역에 네 프레임을 넣었다. 필름은 일반적으로 16mm 폭의 "더블 8" 형태로 제공되었으며, 카메라를 통해 두 번 통과(각 방향으로 한 번씩)하고 현상 후 절반으로 잘랐다. "스트레이트 8" 변형은 이미 8mm 폭으로 잘려져 나왔다. 어느 경우든 프레임당 사용되는 필름 스톡의 양은 다시 75% 감소했다. 이로써 마침내 홈 무비는 일반 가정에서도 이용할 수 있게 되었다. 더 작은 포맷은 또한 더 작고 휴대하기 편리한 카메라와 영사기를 가능하게 했다.
1935년 16mm용, 1936년 8mm용 코다크롬 컬러 리버설 필름의 도입은 가정용 컬러 영화 촬영을 용이하게 했다. 흑백과 코다크롬 모두 리버설 필름을 사용할 수 있게 된 것은 별도의 네거티브 및 양화 인쇄 비용을 절감할 수 있었기 때문에 홈 무비 제작의 경제성에 매우 중요했다.

### 슈퍼 8 및 싱글-8 필름 포맷
오리지널 8mm 포맷은 코닥이 1965년에 슈퍼 8 필름을 도입한 지 몇 년 안에 대부분 대체되었다. 슈퍼 8 포맷은 표준 8mm와 동일한 필름 폭을 사용했지만, 천공이 더 작아 더 큰 필름 프레임을 위한 공간을 확보하여 더 선명한 이미지를 제공했다. 또한 슈퍼 8 필름은 카메라에 쉽게 장전할 수 있는 카트리지 형태로 나왔다. 고급 슈퍼 8은 자성 오디오 트랙이 포함된 형태로도 구매할 수 있어 동시 녹음 홈 무비가 가능했다. 후지필름의 경쟁 제품인 싱글-8도 1965년에 도입되었다. 이는 슈퍼 8과 동일한 새로운 포맷을 사용했지만 더 얇은 폴리에스터 베이스와 다른 유형의 카메라 카트리지를 사용했다.

### 가정용 비디오 제작
1975년 베타 VCR과 1976년 VHS의 도입은 홈 무비 제작에 혁명을 예고했다. 비디오카세트는 필름에 비해 매우 저렴했으며 심지어 지울 수도 있었다. 이는 대부분의 가족 비디오 라이브러리에서 영상 분량을 크게 늘리는 효과를 가져왔다. 소비자용 비디오 카메라와 휴대용 VCR이 도입되고 나중에 합쳐져 캠코더가 만들어지기까지는 몇 년이 걸렸지만, 그때쯤에는 이미 많은 소비자들이 집에서 재생 장비를 가지고 있었다.

## 어디에나 존재함과 논란
스마트폰과 같은 디지털 홈 무비 장비의 휴대성과 작은 크기로 인해 사생활 및 보안 문제로 인해 여러 장소에서 이러한 장비의 사용이 금지되었다.
연예인들의 포르노 영화가 수년 동안 존재한다는 소문이 돌았지만, 비디오로 홈 무비를 쉽게 제작할 수 있게 되면서 여러 연예인 섹스 테이프가 종종 참여자의 허락 없이 대중에게 공개되었다. 1998년 패멀라 앤더슨과 토미 리의 신혼여행 비디오가 가장 널리 알려진 첫 번째 사례였다.
디지털 장비의 휴대성은 다른 논란에도 기여하는데, 예를 들어 2006년 11월 17일 코미디언 마이클 리처즈가 코미디 클럽 공연 도중 관객과 인종차별적 설전을 벌인 사건이 있었다. 이 사건의 상당 부분은 다른 관객의 카메라폰에 촬영되어 널리 방송되었다.
홈 무비는 논란이 많은 범죄 수사에서 중요한 역할을 해왔다. 대표적인 예는 1963년 미국 대통령 존 F. 케네디 암살 사건의 저프루더 필름으로, 8mm 홈 무비 카메라로 코다크롬 필름에 우연히 촬영되었다. 이 필름은 암살을 조사한 워런 위원회의 결정적인 증거가 되었다. 처음에는 개별 필름 프레임의 흑백 확대본만 출판되었고, 가장 끔찍한 프레임은 공개되지 않았다. 대중은 수년 동안 움직이는 이미지를 실제로 보지 못했다. 네트워크 텔레비전에서 처음 상영된 것은 1975년이었다.

## 같이 보기
- 아마추어 영화
- 영화 촬영술
- 비디오그래피
- 비디오 프로덕션
- 아마추어 포르노그래피
- 프렐링거 아카이브

## 내용주
1. ↑  “US and UK versions of TBS's "Fun TV with Kato-chan and Ken-chan" respectively celebrate their 28th and 27th anniversaries!”. 《Japan Program Catalog》 (Broadcast Program Export Association of Japan). 2017년 6월 8일. 2021년 6월 13일에 원본 문서에서 보존된 문서. 2021년 6월 13일에 확인함.
2. ↑  Nicholson, Tom (2021년 1월 7일). “Happy 30th Birthday To TV's Stupidest, Smartest Show”. 《Esquire》. 2021년 6월 13일에 확인함.
3. ↑  “America's Funniest Home Videos”. 《www.afv.com》. 2020년 11월 20일에 확인함.
4. ↑  “You've Been Framed!”. 《ITV》 (영어). 2020년 11월 20일에 확인함.
5. ↑  “Qui se souvient de l'émission video-gag ?”. 《Toluna – Opinions for all》 (프랑스어). 2020년 11월 20일에 확인함.
6. ↑  “FailArmy”. 《FailArmy》 (영어). 2020년 11월 20일에 확인함.
7. ↑  Aasman, Susan; Fickers, Andreas; Wachelder, Joseph C. M. (2018). 《Materializing memories: dispositifs, generations, amateurs》 (영어). New York, [New York] London Oxford: Bloomsbury Academic. 35쪽. ISBN 978-1-5013-3323-1. 2023년 12월 3일에 확인함.
8. 1 2  “Marriott - Short History of Home Movies”. 《www.marriottworld.com》. 2016년 3월 3일에 원본 문서에서 보존된 문서. 2011년 11월 3일에 확인함.
9. ↑  “History of Home Movies”. 2012년 4월 28일에 원본 문서에서 보존된 문서. 2011년 11월 3일에 확인함.
10. ↑  “L'histoire secrète de la sextape de Pamela Anderson et Tommy Lee”. 《L'Obs》 (프랑스어). 2016년 2월 18일. 2020년 11월 20일에 확인함.
11. ↑  “Seinfeld actor lets fly with racist tirade”. 《the Guardian》 (영어). 2006년 11월 22일. 2020년 11월 20일에 확인함.
12. ↑  Rosenbaum, Ron. “What Does the Zapruder Film Really Tell Us?”. 《Smithsonian Magazine》 (영어). 2020년 11월 20일에 확인함.